# Forschungsinstitut zur Zukunft der Arbeit

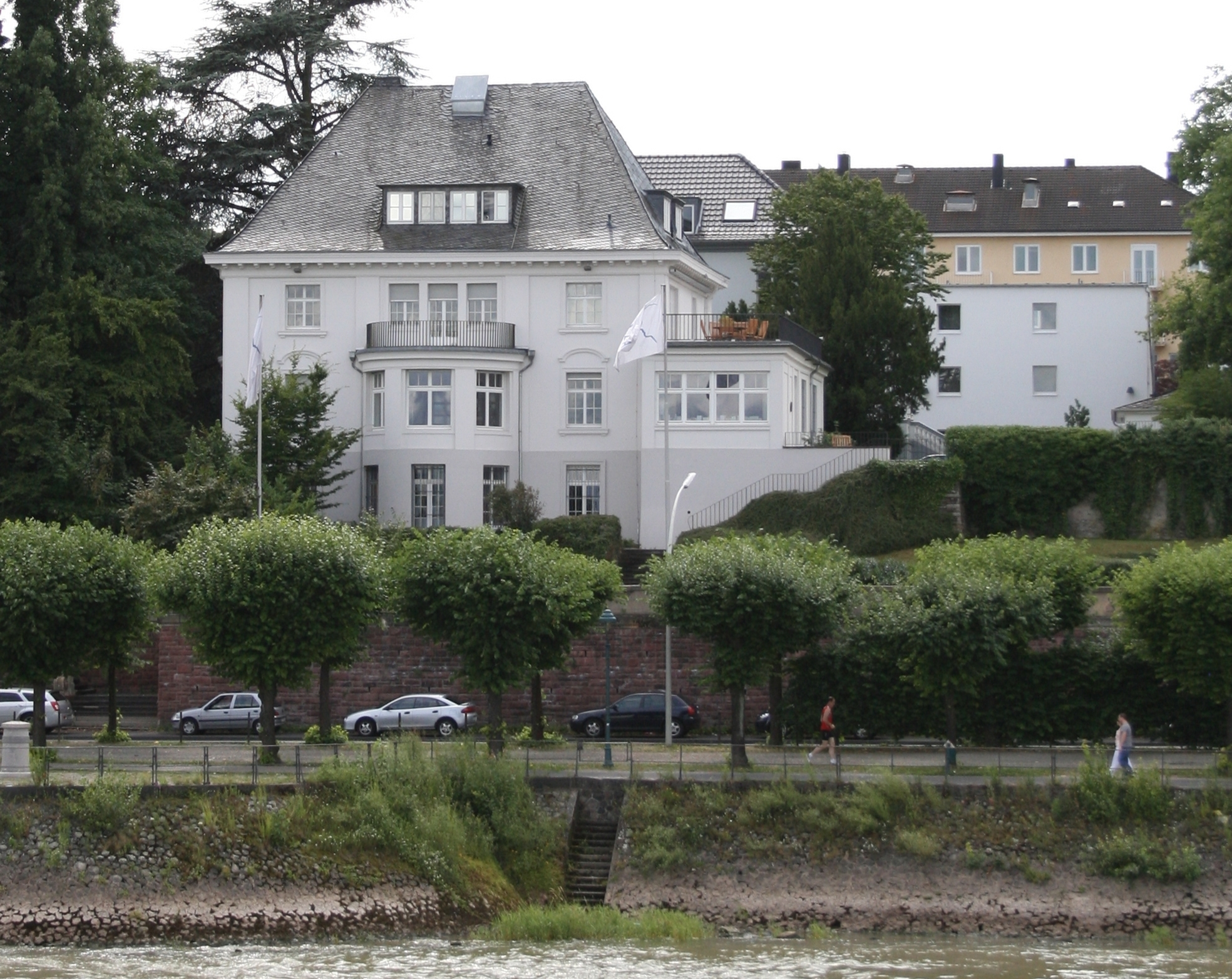
Sitz des Instituts zur Zukunft der Arbeit in der ehemaligen Bremer Landesvertretung in Bonn (2008)

Das Forschungsinstitut zur Zukunft der Arbeit (IZA) ist ein von der Deutschen Post Stiftung gegründetes und gefördertes privates, unabhängiges Wirtschaftsforschungsinstitut in der Rechtsform gemeinnützige GmbH (gGmbH). Es hat seinen Sitz in den Gebäuden der ehemaligen Landesvertretung Bremens in Bonn. Das Institut wird Ende 2025 geschlossen.

## Zusammensetzung
Das IZA wird von der Deutsche-Post-Stiftung gefördert. Darüber hinaus wird Auftragsforschung für Institutionen wie die Europäische Kommission, das EU-Parlament, für das Bundesministerium für Wirtschaft und Technologie, das Bundesministerium für Arbeit und Soziales das Bundesministerium für Familie, Senioren, Frauen und Jugend, das Bundesministerium der Finanzen, die Antidiskriminierungsstelle des Bundes (ADS) und auch die Internationale Organisation für Migration (IOM) sowie die Initiative Neue Soziale Marktwirtschaft und die Bertelsmann-Stiftung betrieben. Zudem kooperiert das IZA mit zahlreichen internationalen Organisationen, Institutionen und Netzwerken, darunter OECD, Rand Europe, Society of Labor Economists (SOLE), CEPR und die Slowenische Zentralbank.
Zur Förderung der Arbeitsmarktforschung in Entwicklungsländern hat das IZA zusammen mit der Weltbank ein gemeinsames Forschungsprogramm zu Beschäftigung und Entwicklung initiiert. Für das britische Entwicklungshilfeministerium (DFID) koordiniert das IZA ein Forschungsprogramm zur Förderung von Wachstum und Beschäftigung in Entwicklungsländern. Das Institut ist an den wissenschaftlichen Lehrbetrieb der Universität Bonn angebunden und in die Doktorandenausbildung der Bonn Graduate School of Economics integriert.
Laut RePEc-Ranking zählt das IZA zu den zehn forschungsstärksten wirtschaftswissenschaftlichen Institutionen in Europa, ist weltweit an zweiter Stelle im Bereich Arbeitsökonomie, steht an erster Stelle in Deutschland und gehört zu den top drei wirtschaftswissenschaftlichen Denkfabriken weltweit.
Zusätzlich bietet das IZA Politikberatung in allen Bereichen der Arbeitsmarktökonomie an. 2010 beriet das IZA u. a. die Bundesregierung bei der Reform der Hinzuverdienstregeln. Ebenso berät es Projekte auf europäischer und internationaler Ebene
Das IZA ist mit (Stand Januar 2024) rund 2.000 Wissenschaftlern das weltweit größte Forschungsnetzwerk der Ökonomie. Zu seinen internationalen Research Fellows zählen u. a. die Nobelpreisträger George Akerlof, James Heckman, Dale Mortensen und Christopher Pissarides.
Das IZA hat sich ethische Regeln wissenschaftlichen Arbeitens auferlegt.

### Leitung
Präsident des Instituts ist Klaus Zumwinkel, der ehemalige Vorstandsvorsitzende der Deutsche Post World Net.
Gründungsdirektor war von April 1998 bis Februar 2016 Klaus F. Zimmermann, der bis Februar 2011 zugleich auch Präsident des Deutschen Instituts für Wirtschaftsforschung in Berlin war. Von März 2016 bis Mai 2022 leitete Hilmar Schneider das IZA. Danach war bis Ende 2023 Simon Jäger Leiter der Einrichtung. Seit Anfang 2023 ist Martin T. Clemens Geschäftsführer.

## Umstrukturierungen

### Ausgliederung von Briq 2016
Das IZA wurde durch Klaus Zumwinkel, Vorstand der Deutschen Post Stiftung und Präsident des IZA, zum 1. März 2016 umstrukturiert. Der Fokus sollte neben dem Ausbau der akademischen „Spitzenforschung“ noch stärker auf der „Lösung wirtschaftspolitischer Probleme“ liegen. Das internationale Forschernetzwerk des IZA blieb bestehen und wurde von Daniel S. Hamermesh koordiniert. IZA-Gründungsdirektor Klaus F. Zimmermann, der diese Entwicklungen nach eigener Aussage nicht mittragen wollte, verließ zum 1. März 2016 das Institut.
Neuer Institutsleiter wurde Hilmar Schneider, zuletzt Direktor des Luxembourg Institute of Socio-Economic Research. Zusätzlich gründet die Post-Stiftung ein weiteres Institut, das Behavior and Inequality Research Institute (Briq), das sich „unter Leitung des Bonner Universitätsprofessors Armin Falk den Forschungsfeldern Verhaltensökonomie und Ungleichheit widmen“ sollte.

### Wiedervereinigung mit Briq 2024
Am 10. November 2023 gab die Deutsche Post Stiftung bekannt, die Fördermittel für das IZA und das Briq halbieren zu wollen und das Briq daher wieder ins IZA zu integrieren. Daraufhin kündigte der – erst zwei Jahre zuvor aufwändig angeworbene – Direktor Simon Jäger seinen Rückzug aus dem Projekt an. Die Leitung des zusammengelegten Instituts sollte ab Januar 2024 der Direktor des Briq Armin Falk übernehmen.
Wissenschaftler und Politiker zeichneten sich bestürzt über die Entwicklung. Die Zusammenlegung der beiden Institute war intern erst eine Stunde vor der öffentlichen Bekanntmachung kommuniziert worden. Der Weggang Jägers wurde als „schwer zu begreifen“ und „großer und bedauerlicher Verlust“ bezeichnet. Der baden-württembergische Finanzminister Danyal Bayaz wandte sich an die Deutsche Post Stiftung und bat darum, die Entscheidung zu überdenken.
Nachdem binnen kurzer Zeit über 700 der 2.000 Mitglieder des Forschungsnetzwerks mit dem Austritt drohten, falls Falk die Leitung des fusionierten Instituts übernähme, kündigte dieser seinen Rückzug zum Jahreswechsel an. Neben Unzufriedenheit mit der massiven Kürzung der Fördermittel, wurde Falks Umgang mit Vorwürfen von Fehlverhalten gegenüber einer Kollegin kritisiert. Die Vorwürfe selbst wurden zwar entkräftet, sein Umgang damit und mit der Kollegin wurde jedoch als unwürdig wahrgenommen. Stattdessen übernahm Finanzvorstand Martin T. Clemens vorläufig die Geschäftsführung und ein Beratungsgremium wurde zur Betreuung des Forschungsnetzwerks eingesetzt.

## Ziele
Das Institut zur Zukunft der Arbeit versteht sich als Wirtschaftsforschungsinstitut für internationale Arbeitsmarkt-Grundlagenforschung und Politikberatung sowie als weltweit vernetzte Denkfabrik für ökonomische Analysen nationaler wie internationaler Entwicklungen im Bereich Arbeit und Beschäftigung.
Das Forschungsprogramm des Instituts erstreckt sich über acht Bereiche:
- Evaluation arbeitsmarktpolitischer Maßnahmen
- Verhaltens- und Personalökonomie
- Migration, Integration, demografischer Wandel
- Arbeitsmärkte und Institutionen
- Arbeitsmärkte in Transformations- und Schwellenländern
- Zukunft von Arbeit und Beschäftigung
- internationale Beschäftigung und Entwicklung
- Umwelt und Beschäftigung

Das Institut zur Zukunft der Arbeit verfolgt damit drei zentrale Aufgaben:
- international wettbewerbsfähige Forschungstätigkeit auf allen Gebieten der Arbeitsökonomie
- Umsetzung wissenschaftlicher Erkenntnisse in praktikable Konzepte
- Vermittlung von Forschungsergebnissen und Konzepten an die Öffentlichkeit.

## IZA Prize in Labor Economics
Der IZA Prize in Labor Economics wird seit 2002 vom Institut zur Zukunft der Arbeit (IZA) als Wissenschaftspreis in der Wirtschaftsforschung verliehen für „besondere wissenschaftliche Leistungen auf dem Gebiet der Arbeitsökonomie“ und gehört zu den wichtigsten internationalen Auszeichnungen für Ökonomen.

## Veröffentlichungen
Das IZA gibt die halbjährlich erscheinende referierte Serie Research in Labor Economics zusammen mit Emerald Group Publishing.
Darüber hinaus veröffentlicht das IZA seit 2012 eine Serie von fünf open access referierten Fachzeitschriften, die sich jeweils auf verschiedene internationalen Arbeitsmarktthemen spezialisieren:
- IZA Journal of Labor Economics
- IZA Journal of Labor Policy
- IZA Journal of Migration
- IZA Journal of Labor & Development
- IZA Journal of European Labor Studies

Die Fachzeitschriften werden zusammen mit Springer Science+Business Media herausgegeben und stellen den Autoren keine Gebühren in Rechnung, jedoch wird erwartet, dass Autoren als Gutachter im Gutachterprozess beitragen.
In Zusammenarbeit mit Bloomsbury Publishing veröffentlicht das IZA mit IZA World of Labor ein open access Internet-Kompendium, das Politik und interessierte Öffentlichkeit ermöglicht, sich zu einem breiten Themenspektrum von Arbeitsmarktfragen wissenschaftlich objektiv zu informieren.

## Positionen des IZA

### Migration und Integration
Im November 2010 wurde die „Agenda Zuwanderung: Ein Zehn-Punkte-Aktionsplan für gesteuerte Arbeitsmigration und bessere Integration“ veröffentlicht. Wiederholt hat IZA-Direktor Klaus F. Zimmermann gefordert, im transatlantischen Freihandelsabkommen auch die Arbeitsmärkte einzubeziehen.
Die Zeit veröffentlichte im Januar 2014 einen Beitrag von Klaus F. Zimmermann zur Wirtschafts- und Arbeitsmarktpolitik der Großen Koalition. Darin spricht er sich u. a. für eine größere Mobilität auf den europäischen Arbeitsmärkten aus.
Klaus F. Zimmermann hat sich wiederholt für eine umfassende Reform der deutschen wie europäischen Zuwanderungs- und Flüchtlingspolitik eingesetzt. Laut Studien und Stellungnahmen des IZA hat die EU-Osterweiterung in Deutschland weder zu „Lohndumping“ noch „Sozialtourismus“ geführt. Allerdings fordert das IZA eine bessere europaweite Integration der Roma.
Auf Initiative des IZA haben führende europäische Arbeitsökonomen ein Manifest zum Ausbau der Freizügigkeit von Arbeitnehmer innerhalb der Europäischen Union unterzeichnet, welches in mehr als 10 europäischen Ländern abgedruckt wurde.
In der deutschen Zuwanderungsdiskussion plädieren IZA Experten mit einem konkreten Gestaltungsvorschlag für die Einführung eines Punktesystems, das kurzfristige Arbeitsmarktengpässe und langfristige Humankapitalaspekte und Integrationsfragen aktiv und transparent gestalten soll. Zur Stärkung der Willkommenskultur fordert der Direktor des IZA, Klaus F. Zimmermann, in einem Beitrag für Vorwärts die Schaffung eines Bundesministeriums für Migration und Integration.
Vor dem EU-Sondergipfel im April 2015 forderte IZA Direktor Klaus F. Zimmermann eine Neuausrichtung der Europäischen Asyl- und Flüchtlingspolitik und feste Quoten zur Erreichung einer gerechteren Verteilung der Flüchtlinge, die sich z. B. an der Bevölkerungsgröße und Wirtschaftskraft orientieren können. Er plädierte in diesem Zusammenhang dafür, qualifizierten Flüchtlingen Zugang zum europäischen Ausbildungs- und Arbeitsmarkt zu gewähren und eine Mittelmeerunion zwischen Europa und den Anrainerstaaten in Nordafrika und dem Nahen Osten zu schaffen.

### Arbeitsmarktreformen
Im März 2010 hat das IZA ein umfangreiches Positionspapier „Agenda 2020 – Strategien für eine Politik der Vollbeschäftigung“ vorgelegt. Am 8. Januar 2011 veröffentlichte die Süddeutsche Zeitung ein umfangreiches Positionspapier von IZA-Direktor Klaus F. Zimmermann zur Zukunft der Arbeit. Ebenso forderte er, die „Energiewende“ im Blick auf die Arbeitsplatzwirkungen wissenschaftlich zu evaluieren und ein Projektmanagement mit umfassendem Monitoring zu installieren.
Vor den Bundestagswahlen 2013 hat Klaus F. Zimmermann ein „10-Punkte-Programm für Deutschland 2020“ vorgelegt.
Zu den – teils kontrovers diskutierten – Reformvorschlägen des IZA für den deutschen Arbeitsmarkt zählen das Workfare-Konzept als Alternative zum Kombilohn-Modell, die Ablehnung der flächendeckenden Einführung von Mindestlöhnen, flexiblere (längere) Arbeitszeiten, die Lockerung des Kündigungsschutzes, die Anhebung des Renteneintrittsalters, die Unterstützung des DGB-Aufrufs zur Abschaffung der Minijobs sowie die Unterstützung des Vorschlags von IG Metall Chef Detlef Wetzel zur Einführung von individuellen Weiterbildungskonten für sozialversicherungspflichtig Beschäftigte.
Das IZA veröffentlichte am 24. November 2010 eine Pressemitteilung, laut der das IZA „seit langem“ für die Einführung einer Absolventensteuer als Alternative zu Studiengebühren plädiert.
Das IZA unterstützt die von der IG Metall geforderten anonymisierte Bewerbungen gegen Diskriminierung in der Arbeitswelt, die von Arbeitgeberverbänden teilweise abgelehnt werden. Das IZA hat das entsprechende Pilotprojekt der Antidiskriminierungsstelle des Bundes (ADS) und den Modellversuch des Integrationsministeriums des Landes Baden-Württemberg wissenschaftlich begleitet.

## Kritik
In der Monatszeitschrift Blätter für deutsche und internationale Politik kritisierte Werner Rügemer „eine neue Form des Lobbyismus“, bei der die Lobbyisten „längst im Staat“ sitzen und vielfach von diesem finanziert würden und benannte hierzu auch das Institut zur Zukunft der Arbeit (IZA) als Beispiel „für diese Form des unsichtbaren Lobbyings unter staatlichem Siegel“. Auch aufgrund der engen Zusammenarbeit mit Vertretern des Bundesverband der Deutschen Industrie und der arbeitgebernahen Initiative Neue Soziale Marktwirtschaft stellte Rügemer die Unabhängigkeit und Neutralität des Instituts infrage. Der Artikel wurde später auch von dem Blog NRhZ-Online veröffentlicht.
IZA-Direktor Klaus F. Zimmermann verklagte daraufhin Werner Rügemer, die Monatszeitschrift und die Internet-Zeitung. In den Publikationen wurden nach einer einstweiligen Verfügung vorläufig die entsprechenden Stellen entfernt. Während die Monatszeitschrift eine Unterlassungserklärung unterzeichnete, verweigerten dies das Blog und auch Autor Rügemer, der weiterhin zu seinen Aussagen steht. Die Klage wurde 2019 zurückgezogen und das IZA übernahm die Gerichtskosten und die Hälfte der Anwaltskosten von Werner Rügemer.